# مجلس مجمع دومینیکا
مجلس مجمع دومینیکا (انگلیسی: House of Assembly of Dominica)مجلس قانونگذاری دومینیکا است. این مجلس براساس فصل سوم قانون اساسی دومینیکا تأسیس شده است.این مجلس تک مجلسی است و از بیست و یک نماینده، نه سناتور و دادستان کل به عنوان یک عضو رسمی تشکیل شده است. رئیس مجلس در صورت انتخاب از خارج از اعضای مجلس، سی و دومین عضو می شود.
نمایندگان به طور مستقیم در حوزه های انتخابیه تک نفره با استفاده از سیستم اکثریت ساده (یا اولین پست) برای یک دوره پنج ساله انتخاب می شوند. نمایندگان به نوبه خود تصمیم می گیرند که آیا سناتورها با رأی خود انتخاب شوند یا منصوب شوند. در صورت انتصاب، پنج نفر توسط رئیس جمهور با نظر نخست وزیر و چهار نفر با نظر رهبر مخالفان انتخاب می شوند. سناتورهای فعلی منصوب می شوند.
کابینه دومینیکا از اعضای مجلس مجمع منصوب می شود. با این حال، بیش از سه سناتور نمی توانند اعضای کابینه باشند.